# Hamilton Villar
Hamilton Alves Villar (* 14. Oktober 1969 in Careiro) ist ein brasilianischer Kommunalpolitiker.

## Werdegang
Villar ist Mitglied des Partido do Movimento Democrático Brasileiro (PMDB). Bei den Kommunalwahlen 2012 wurde er zum Präfekten der Stadt Careiro gewählt. Seine Amtszeit dauert vom 1. Januar 2013 bis 31. Dezember 2016.